# Chiesa Occidentale (Amsterdam)
La Chiesa Occidentale (in olandese Westerkerk) è un edificio di culto protestante di Amsterdam, nei Paesi Bassi.
Possiede la più alta torre campanaria della città, che raggiunge gli 85 metri.
Anche in altre città olandesi, come Leeuwarden, Enkhuizen, Amersfoort, Bunschoten, Ermelo e Capelle aan den IJssel, sono presenti chiese chiamate Westerkerk.

## Ubicazione

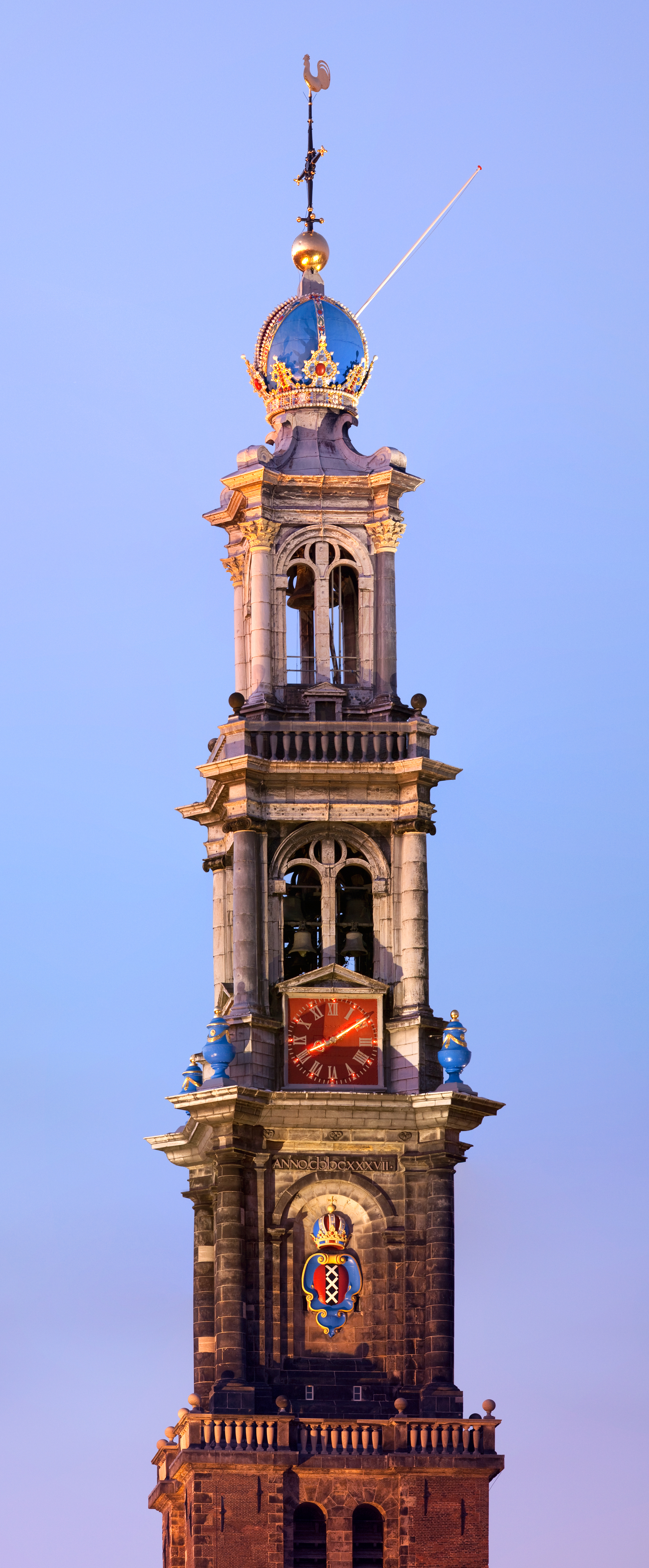
La torre.

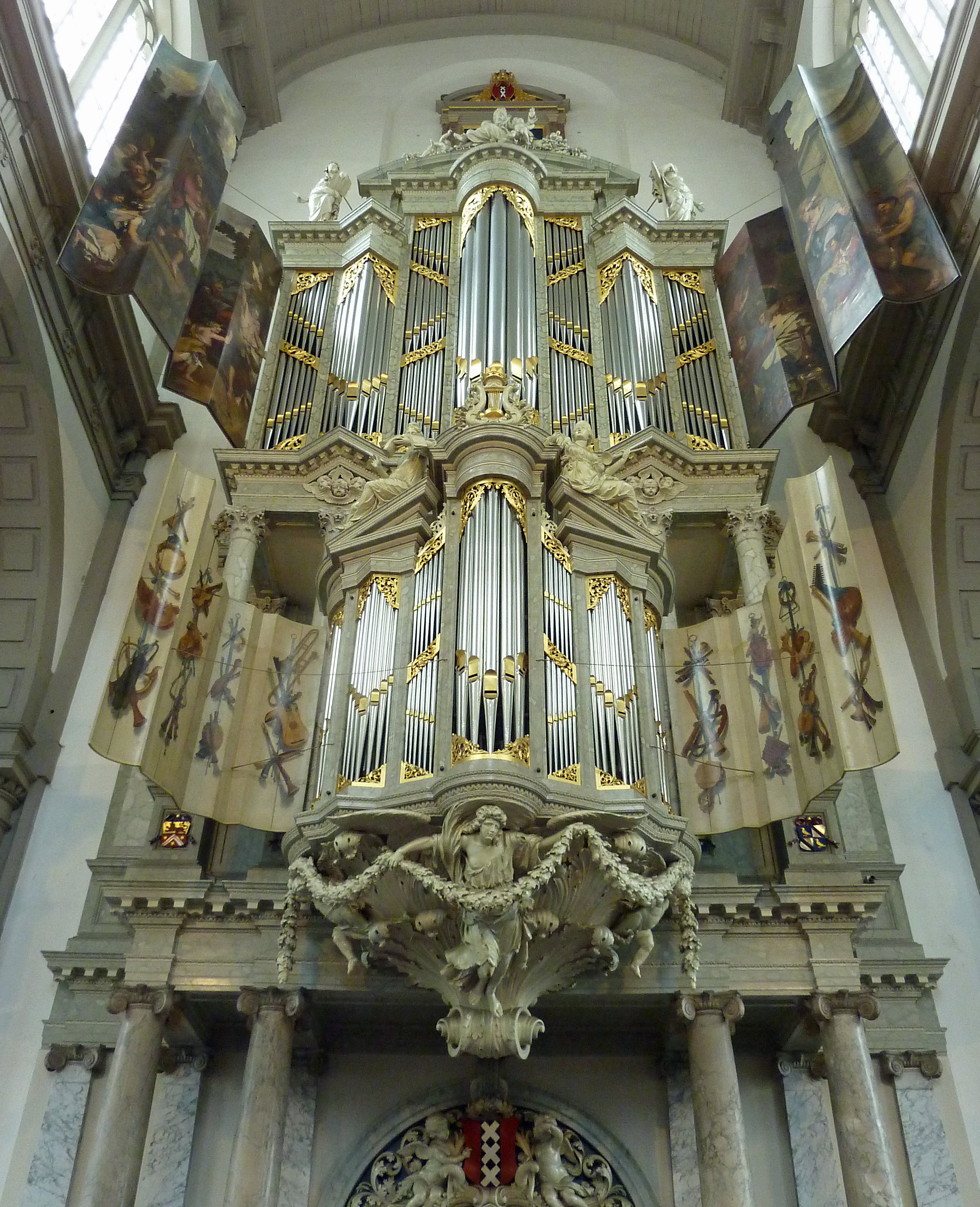
Il Grand'organo barocco.

La chiesa Occidentale si trova nel quartiere Jordaan, sulle rive del canale Prinsengracht e nei pressi dell'Achterhuis (ora la Casa di Anna Frank), dove la giovane Anna e la sua famiglia si nascosero per due anni per sottrarsi alla persecuzione nazista durante la seconda guerra mondiale. La Westerkerk viene spesso citata nel suo diario; dal sottotetto in cui la famiglia Frank era nascosta si poteva vederne il campanile e Anna rivela come il rintocco delle sue campane fosse per lei fonte di conforto. All'esterno della chiesa è stata posta una statua in memoria della ragazzina.
Nei pressi della Westerkerk si trova anche l'Homomonument, un memoriale dedicato a tutti gli uomini e le donne perseguitati a causa della loro omosessualità.

## Storia e descrizione
Venne costruita in stile barocco tra il 1620 e il 1631 su progetto di Hendrick de Keyser il Vecchio. È la più grande chiesa d'Olanda costruita dai calvinisti e presenta una pianta a doppia croce greca divisa in tre navate. La centrale ha una grande volta a botta lignea.
All'interno domina il Grand'organo della chiesa, realizzato nel 1682, è decorato con dei pannelli dipinti da Gérard de Lairesse.
L'alto campanile quadrato a piani rastremati, è sormontato da un globo con la corona imperiale, offerta da Massimiliano I d'Asburgo. Le campane della torre sono opera dei fratelli Hemony.
Il grande pittore Rembrandt fu sepolto nella Westerkerk l'8 ottobre 1669. L'esatta posizione della tomba non è nota, ma si suppone che si trovi in qualche punto lungo il muro del lato settentrionale. Anche la compagna di Rembrandt Hendrickje Stoffels è stata sepolta nella chiesa e probabilmente pure il figlio Titus van Rijn. 
Anche altri noti artisti del passato riposano all'interno della Westerkerk, come Nicolaes Berchem, Gillis d'Hondecoeter, Melchior d'Hondecoeter e Govert Flinck.
Il 10 marzo 1969 nella Westerkerk è stato celebrato il matrimonio tra la Regina Beatrice dei Paesi Bassi (allora Principessa) e il Principe Claus van Amsberg.

## Galleria d'immagini

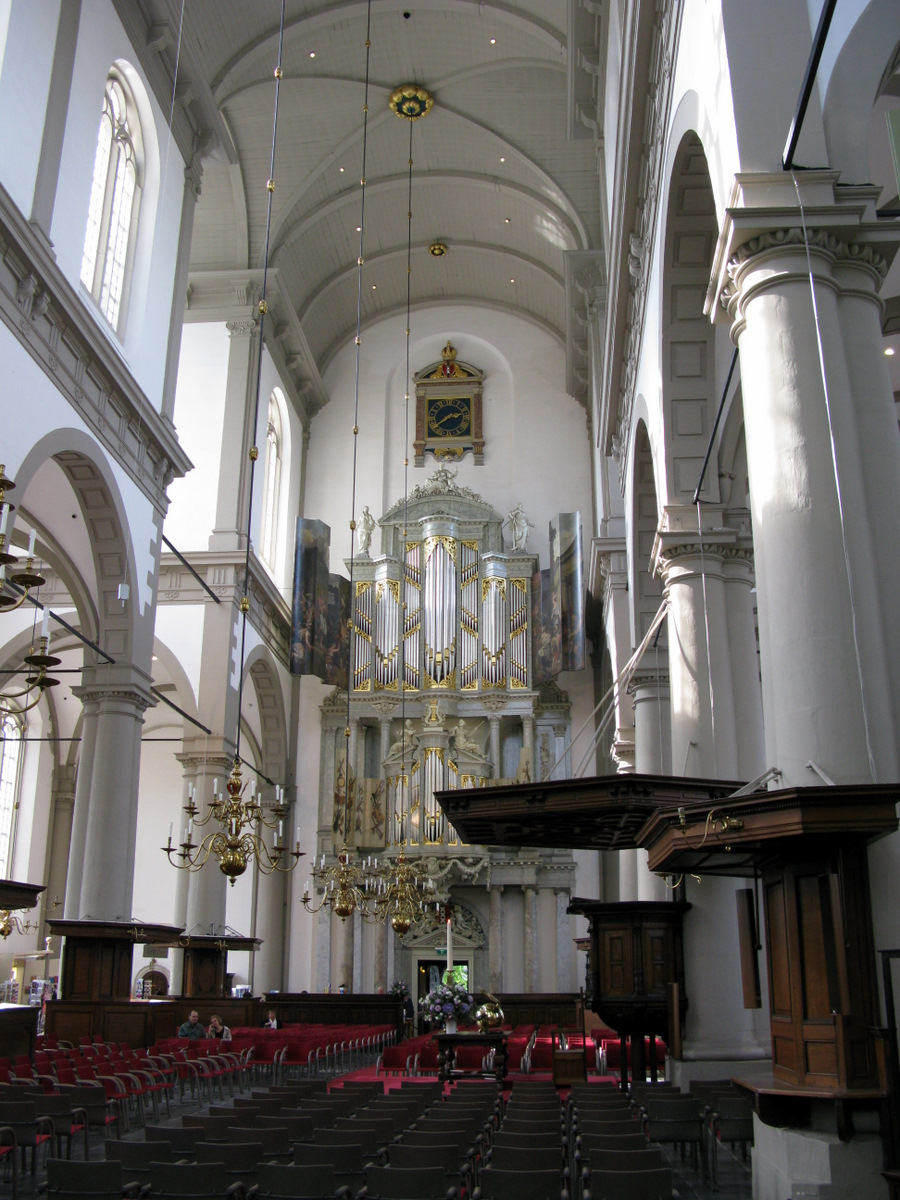
L'interno della chiesa
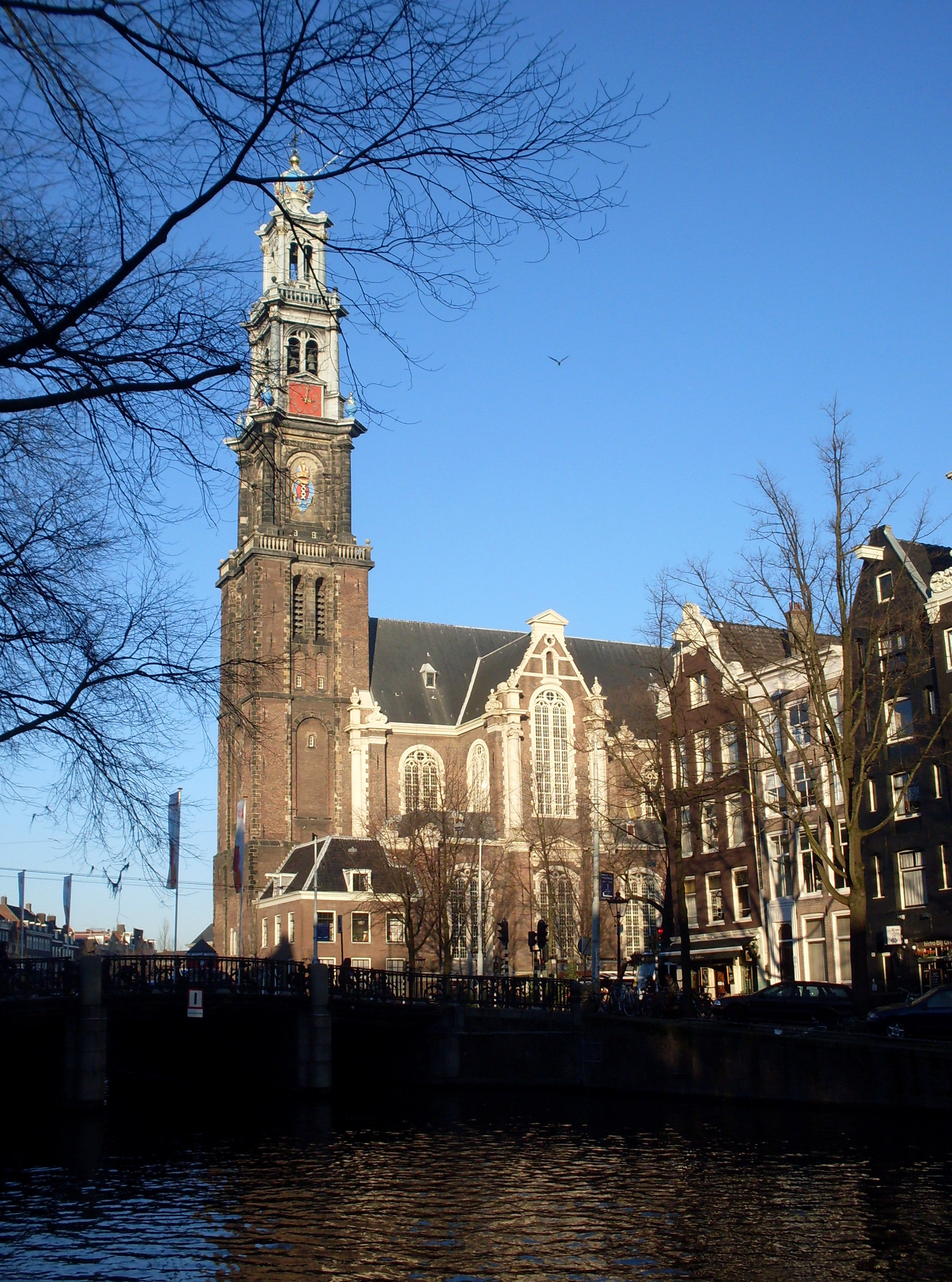
Il Prinsengracht con la Westerkerk
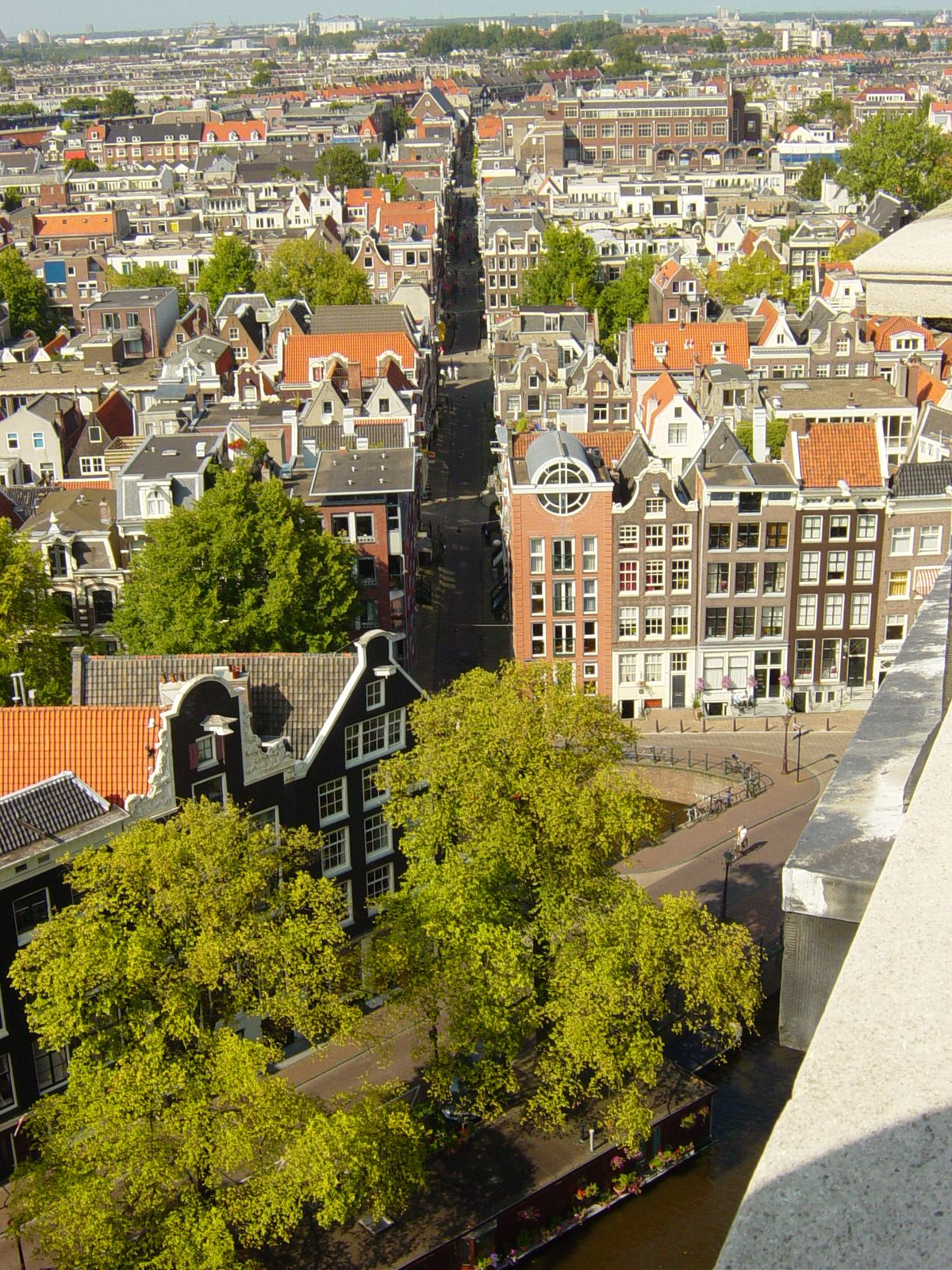
Vista del Jordaan dalla torre campanaria
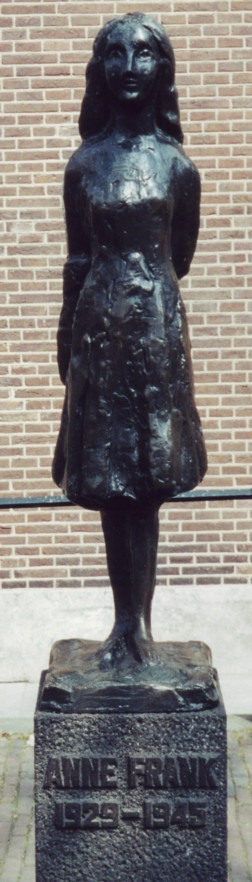
La Statua of Anna Frank nella piazza di fronte alla chiesa
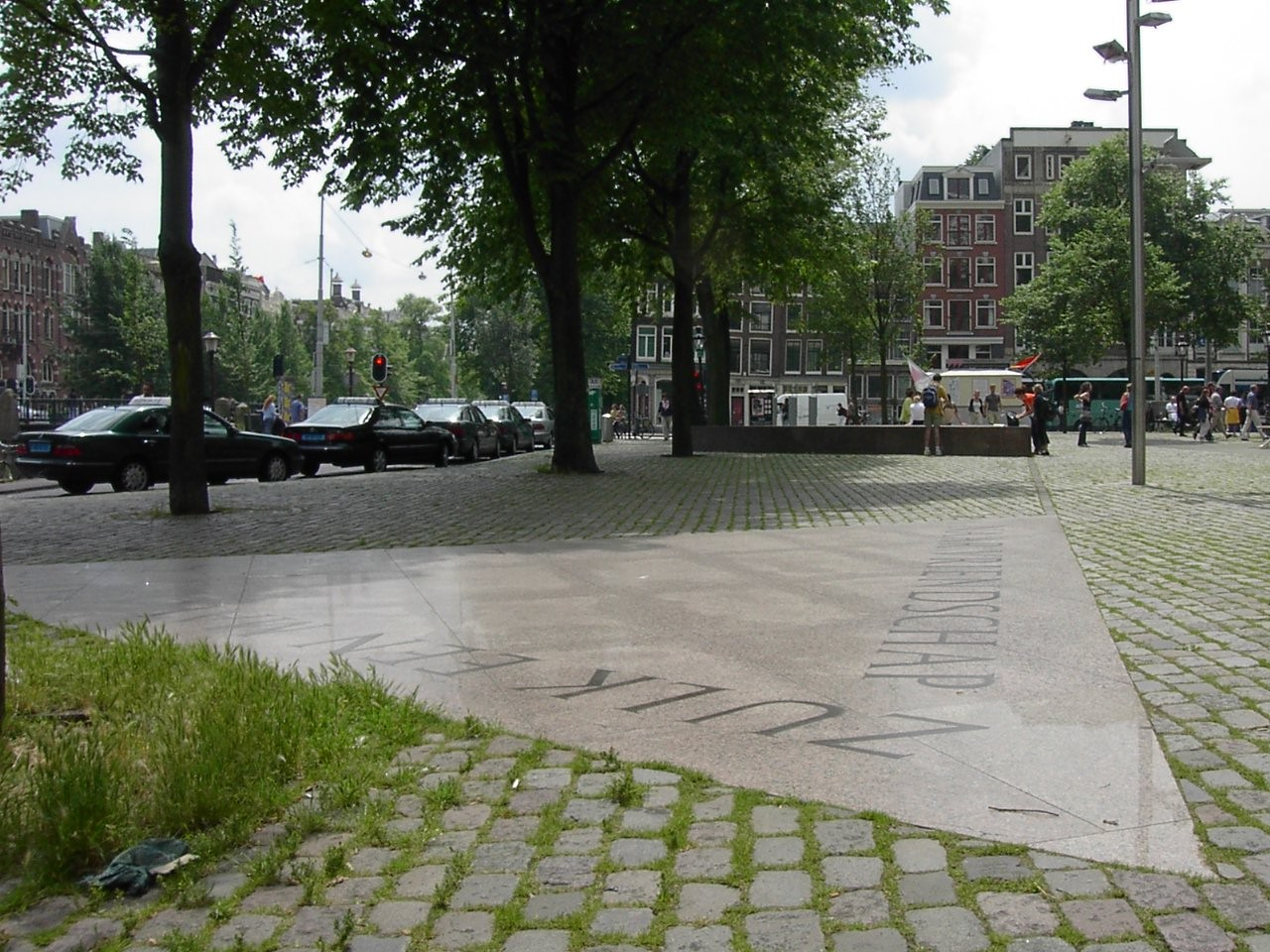
L'Homomonument nei pressi della chiesa